# Bedřich König

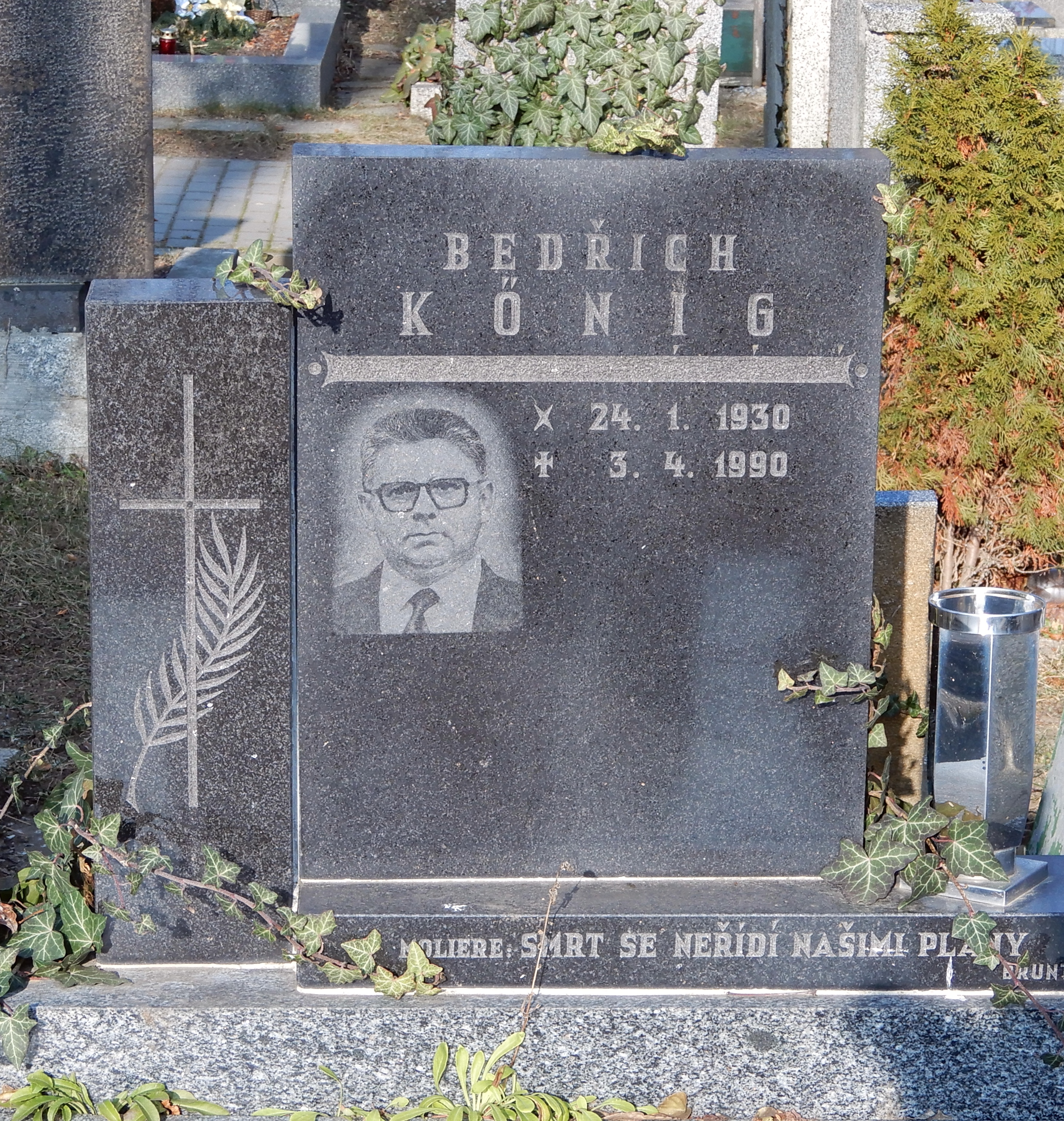
Hrob Bedřicha Königa na Střešovickém hřbitově 2019

Bedřich König (24. ledna 1930 – 3. dubna 1990 Praha)) byl československý házenkář, trenér a zlatý medailista z mistrovství světa v házené ve Švédsku v roce 1967. Původním povoláním byl brusič čoček pro optiku.

## Kariéra
Vyučil se brusičem optických čoček.
S házenou začínal v Olomouci, od nastoupení vojenské služby působil v týmu Dukla Praha, se kterým získal kromě ligových titulů také první místo a Pohár mistrů evropských zemí (1957). Po skončení hráčské kariéry se v Dukle Praha přesunul na lavičku. Začal působit také v reprezentaci. Nejprve jako asistent trenéra Mráze a v roce 1967 už sám jako trenér vedl národní tým ke zlaté medaili na Mistrovství světa ve Švédsku. O rok později byl spolu s rumunským Kunstem nominován na pozici trenéra světového výběru v zápasu ČSSR-Svět (zápas skončil 21:24).